# Brunnerova žláza

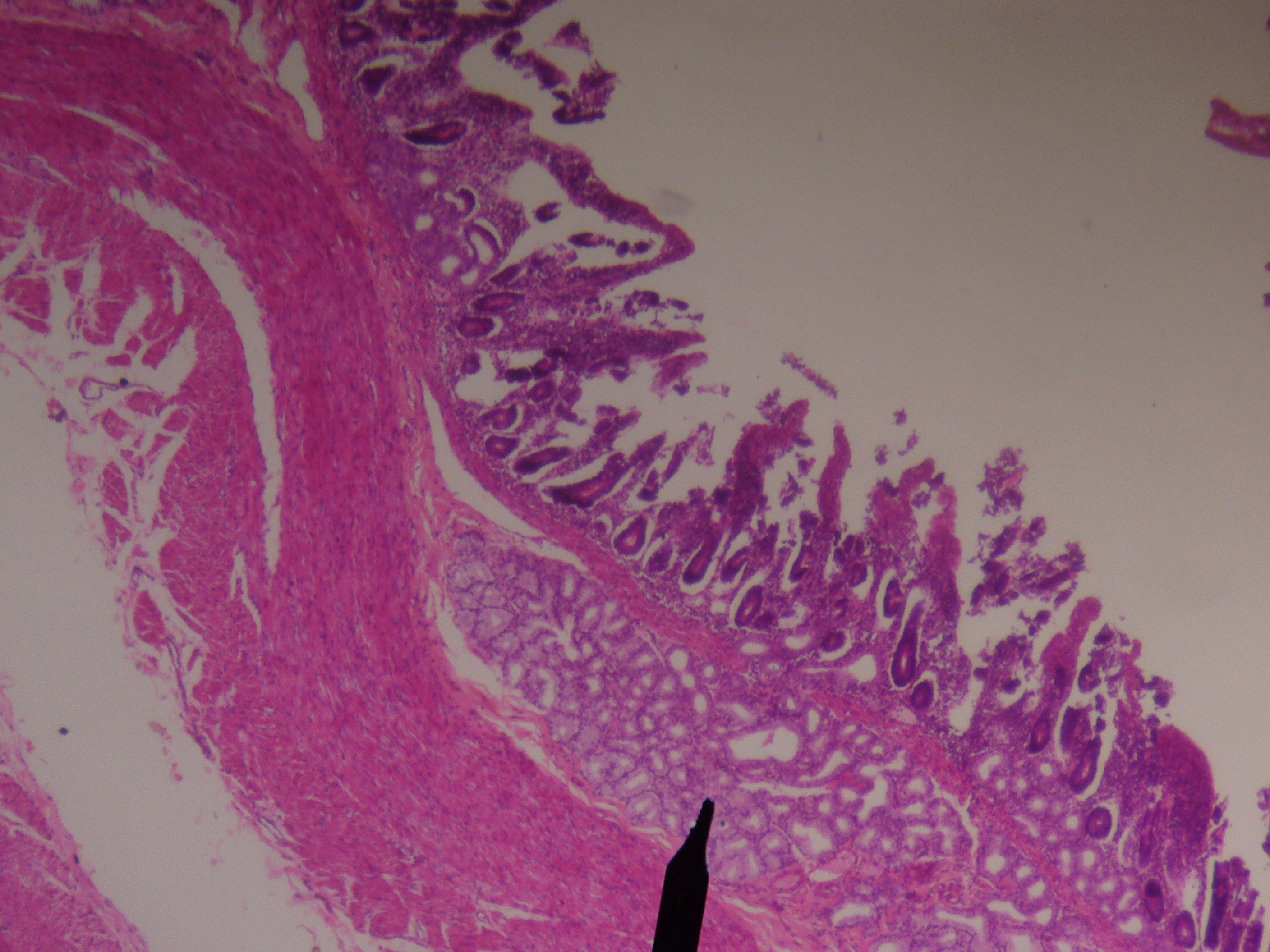
Brunnerova žláza na histologickém preparátu ze stěny dvanáctníku (označeno šipkou)

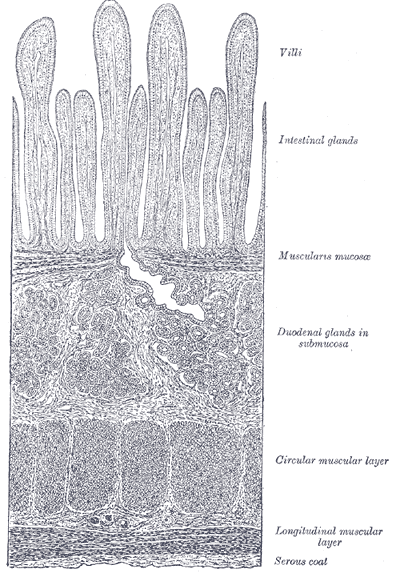
Duodenální žlázy na schematickém obrázku z Gray's Anatomy

Brunnerova žláza (též duodenální žláza) je systém drobných exokrinních žláz v podslizniční vrstvě dvanáctníku, jež produkují zásaditý sekret (pH 8,1–9,3). Ten chrání sliznici před kyselou žaludeční šťávou a neutralizuje ji tak, aby mohlo správně probíhat trávení pomocí pankreatických enzymů. Žlázy tohoto typu jsou plně vyvinuty pouze ve dvanáctníku savců, ačkoliv někteří autoři popisují podobné struktury (na pomezí žaludku a střeva) i u ptáků. K masivnímu rozvoji těchto žláz dochází zejména u býložravců, méně patrné jsou u všežravců a masožravců. Brunnerova žláza je pojmenována po Johannovi Conradovi Brunnerovi, švýcarském anatomovi, který je v roce 1687 popsal (jiné zdroje uvádí, že je již v roce 1679 popsal Johann Jakob Wepfer).

## Histologie
Svou stavbou jsou to složené, tubulární (podle jiných zdrojů spíše tuboalveolární) žlázy tvořené buňkami mukózního typu. Znamená to, že trubičkovitý vývod se větví na menší a menší tubuly, přičemž každý z nich je zakončen víceméně samostatnými jednotkami schopnými vytvářet sekret. Mukózní buňka je zase typická tím, že vylučuje látky hlenovité konzistence. Mimo to však byl v této žláze popsán i výskyt serózních buněk. Vývody obvykle prochází skrz hladkou svalovinu (lamina muscularis mucosae) ve stěně dvanáctníku a vyúsťují v Lieberkühnových kryptách, u některých savců přímo do lumen dvanáctníku.
Studie na potkanech, využívající světelnou mikroskopii popisují značně variabilní vzhled exokrinních buněk Brunnerovy žlázy, což zřejmě souvisí s existencí několika fází v dozrávání těchto buněk a ve vývoji jejich exokrinní funkce. Zatímco některé se jeví jako bazofilní buňky téměř bez jakýchkoliv granul, s bazálně umístěným jádrem a nad ním uloženým Golgiho aparátem, jiné buňky mají svou apikální část zcela přecpanou váčky. Elektronmikroskopické studie ukazují, že buňky jsou usazeny na bazální lamině, pod níž je kolagenní vrstva pojiva. Bazální a laterální části membrány jsou vždy rovné, zatímco apikální část se jeví jako zvlněná do několika klkovitých výběžků. V laterální membráně jsou přítomny buněčné spoje charakteristické pro většinu podobných žláz, nicméně mezi buňkami se do jisté míry udržují intercelulární štěrbiny. Je uváděn značný rozvoj Golgiho aparátu, lysozomů, sekrečních granulí, drsného endoplazmatického retikula a početné mitochondrie. Jádro je vejčitého tvaru, obsahuje někdy značně velká jadérka.

## Sekret
Hlenovitý sekret Brunnerových žláz je bohatý na glykoproteiny a obsahuje především oligosacharidy O-vázané na proteinové jádro. U člověka se označují jako glykoproteiny III. třídy, zřejmě se jedná o produkt genu MUC6. Mimo mucin jsou v sekretu obsaženy hydrogenuhličitanové ionty a různé další látky (epidermální růstový faktor, trefoil peptidy, baktericidní látky, inhibitory proteináz a některé lipidy). Hlavní funkcí sekretu je evidentně ochrana citlivé sliznice, nicméně celá řada látek v něm obsažených hraje roli i v imunitní obraně, buněčné proliferaci a diferenciaci.